# 平成29年台風第5号
平成29年台風第5号（へいせい29ねん たいふうだい5ごう、アジア名：ノルー/Noru、命名: 韓国、意味: ノロジカ）は、2017年（平成29年）7月20日に発生し同年8月8日に温帯低気圧に変化した台風。南鳥島付近で発生し、日本のはるか東の太平洋上を迷走した。29日には小笠原諸島に接近し、31日には「非常に強い」台風へと勢力を強めた。台風はゆっくりと九州に接近したのち、8月7日には室戸岬付近を通過し、和歌山県に上陸した。8日には日本海へ抜け、8日21時に温帯低気圧となった。この進路は極めて珍しく、またそれによって、台風として19日間存在した、これまでで1位タイの長寿台風となった。

## 台風の動き

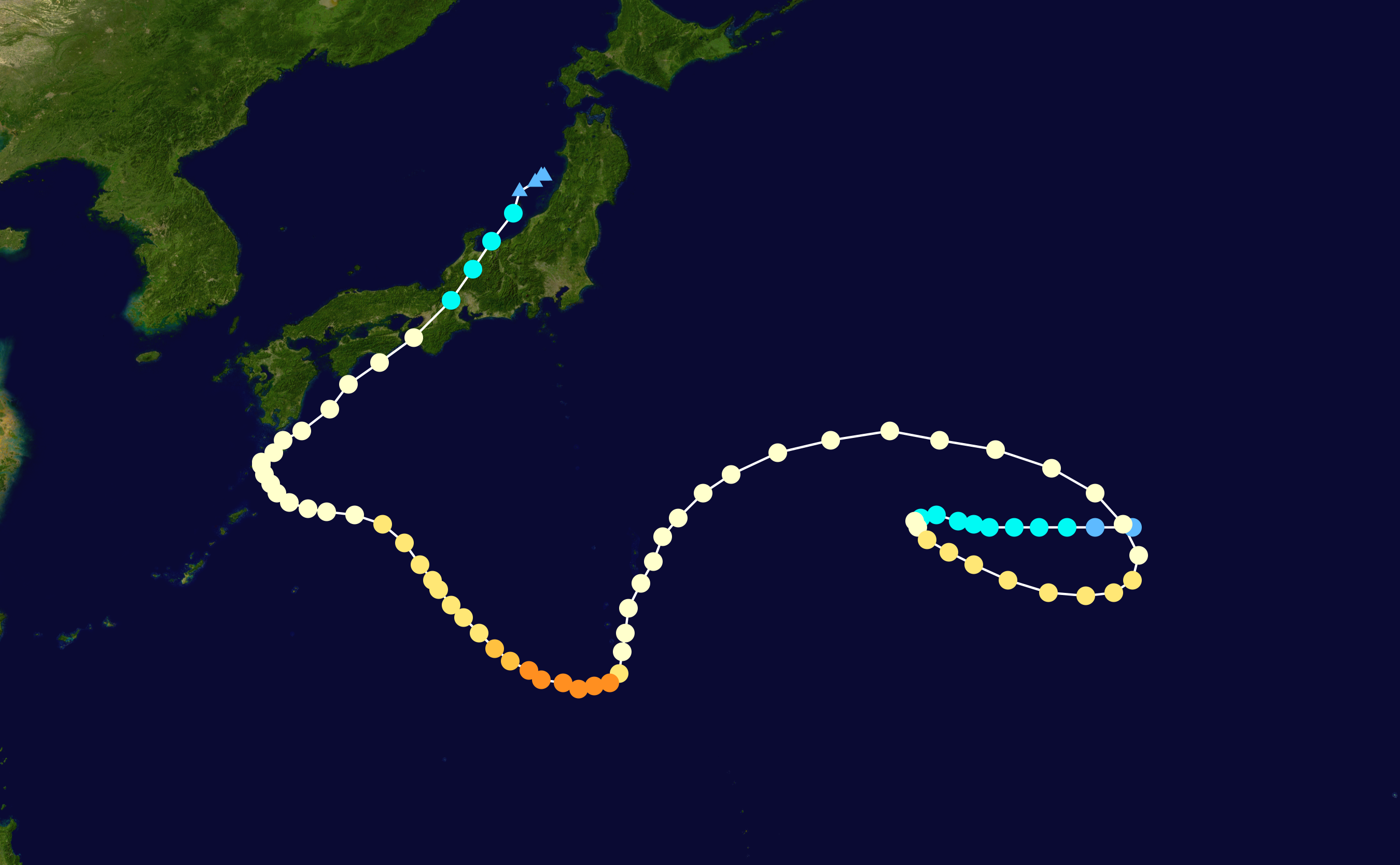
進路図

### 南鳥島近海で発生
7月18日9時（UTC 18日0時）にウェーク島の北北西海上で発生した普通の低気圧が、19日9時以降熱帯低気圧と解析され、同日21時に気象庁は台風に発達する可能性があるとして台風情報を発表した。合同台風警報センター（JTWC）は20日14時30分（UTC 20日5時30分）に熱帯低気圧形成警報（TCFA）を発し、後に21日6時に熱帯低気圧番号07Wを付番した。その後、7月20日21時（UTC 7月20日12時）に南鳥島付近の北緯27.4度、東経159.0度で5号が発生した。5号はアジア名ノルー（Noru）と名づけられた。発生時点での5号は1008 hPa、中心付近の最大風速は18 m/s。時速10 km/hで西に進むとみられていた。

### 太平洋を迷走

台風6号との藤原効果

通常、台風は太平洋高気圧のへりに沿って北上するが、5号の発生場所は太平洋高気圧から離れており、台風を移動させる風が弱かった。また、複数の台風が接近しているとお互いの風が干渉することで動きが変わる（藤原の効果）ため、ミッドウェー諸島近海で発生した台風6号が24日に接近すると、5号はその南を回り込むような進路をとった。この2つの条件により、6号の南で大きな楕円を1周描くような進路をとり、小笠原諸島近海をいわゆる迷走した。
その後、28日15時時点で南西に進路をとっていた5号は小笠原諸島に接近し、29日8時時点で父島の南約80 kmの地点を南西に進んだ。このとき、父島を暴風域に巻き込んだと見られ、父島では最大瞬間風速29.8 mを、母島では29日21時20分までの24時間雨量で109 mmを記録している。

### 勢力を強め九州・四国に接近

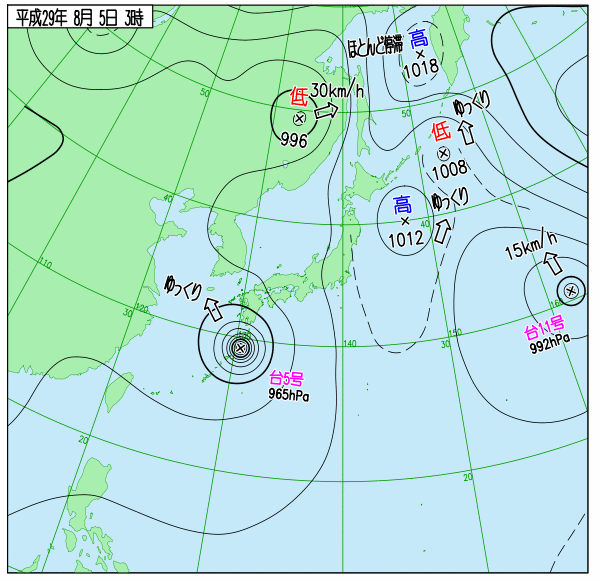
8月5日3時（UTC 4日18時）の天気図。種子島・屋久島地方に接近中の台風5号と、日本の遥か東を北上中の台風11号が描かれている。

小笠原諸島の一部に暴風雨の被害をもたらした5号は、その後北西に向かって舵をきった。30日3時に中心気圧980 hPaだった5号は1日後の31日3時には950 hPaまで急速に低下し、中心付近の最大風速は45 m/sまで発達した。これにより「非常に強い」勢力に発達した。5号が勢力を増したのは、進路の海水温が平年より1度ほど高く、台風は海水温が高いほど勢力が強まるためである。
5号は奄美大島へ近づき、8月4日17時時点で奄美大島の東約180 kmでほぼ停滞した。これにより奄美大島に活発な雨雲がかかり続け、気象庁が「50年に一度」の大雨であると発表した。その後九州に向けて進路を北東にした5号は九州南部を暴風域に巻き込みながら接近し、九州への上陸も予想されたが、上陸はしなかった。
九州南部にかけて接近した5号はゆっくりと北東へ進み、四国へ近づき高知県や愛媛県の一部を暴風域に巻き込んでいった。その後7日10時に高知県室戸市の室戸岬付近を通過し、東北東に向かって進み近畿地方への上陸が予想された。

### 和歌山県に上陸・日本海へ抜け温帯低気圧に
7日15時30分（UTC 7日6時30分）頃、台風5号は和歌山県北部に上陸した。上陸した5号は7日18時時点で奈良市付近を北東方向へ20 km/hで進み、東海地方の広い範囲を暴風域に巻き込んで近畿地方と北陸地方を縦断した。その後、5号は7日21時には暴風域が無くなり、8日5時に能登半島の東の日本海へ抜けた。その後もやや北上し、8日21時（UTC 8日12時）に山形県沖の北緯38.7度、東経138.5度で温帯低気圧に変わった。

## 台風の特徴
台風5号は、台風としての記録を数多く残した。

### 寿命
上記のように、台風5号は台風6号との藤原の効果により大きな楕円を描くような進路を取ったことや、台風を移動させる上空の風が弱かったために、発生してから日本列島を通過するまで進んだ平均速度が遅く、寿命の長い台風となった。台風であった期間の順位は昭和47年台風第7号と並ぶ1位タイ、一時期熱帯低気圧に変わるなどして台風でなかった期間も含めた順位では2位タイを記録している。
| 順位 | 名称               | 国際名 | 台風期間   | 発生日時           | 消滅日時            |
| ---- | ------------------ | ------ | ---------- | ------------------ | ------------------- |
| 1    | 平成29年台風第5号  | Noru   | 19日0時間  | 2017年7月20日 21時 | 2017年8月8日 21時   |
| 1    | 昭和47年台風第7号  | Rita   | 19日0時間  | 1972年7月7日 21時  | 1972年7月26日 21時  |
| 3    | 昭和42年台風第22号 | Opal   | 18日6時間  | 1967年8月30日 9時  | 1967年9月17日 15時  |
| 4    | 昭和61年台風第14号 | Wayne  | 17日18時間 | 1986年8月18日 15時 | 1986年9月6日 21時   |
| 5    | 昭和47年台風第9号  | Tess   | 15日12時間 | 1972年7月9日 3時   | 1972年7月24日 15時  |
| 6    | 平成9年台風第28号  | Paka   | 14日12時間 | 1997年12月8日 3時  | 1997年12月22日 15時 |
| 6    | 平成6年台風第31号  | Verne  | 14日12時間 | 1994年10月18日 9時 | 1994年11月1日 21時  |
| 6    | 昭和26年台風第20号 | Amy    | 14日12時間 | 1951年12月3日 9時  | 1951年12月17日 21時 |
| 9    | 平成4年台風第30号  | Gay    | 14日6時間  | 1992年11月16日 3時 | 1992年11月30日 9時  |
| 10   | 平成15年台風第2号  | Kujira | 14日3時間  | 2003年4月11日 9時  | 2003年4月25日 12時  |

### 南下幅
南鳥島近海から父島近海に西進した際、大きく南下した。その南下幅は緯度にして8.2度と、統計史上2番目に大きく南下した台風となった。
| 順位 | 名称               | 国際名    | 年     | 南下幅 (緯度) |
| ---- | ------------------ | --------- | ------ | ------------- |
| 1    | 平成15年台風第18号 | Parma     | 2003年 | 8.9           |
| 2    | 平成29年台風第5号  | Noru      | 2017年 | 8.2           |
| 3    | 平成5年台風第27号  | Manny     | 1993年 | 7.5           |
| 3    | 平成16年台風第25号 | Muifa     | 2004年 | 7.5           |
| 5    | 昭和61年台風第14号 | Wayne     | 1986年 | 6.9           |
| 6    | 平成12年台風第15号 | Bopha     | 2000年 | 6.7           |
| 7    | 平成3年台風第20号  | Nat       | 1991年 | 6.6           |
| 8    | 平成8年台風第25号  | Ernie     | 1996年 | 6.4           |
| 9    | 平成30年台風第12号 | Jongdari  | 2018年 | 6.3           |
| 10   | 昭和39年台風第14号 | Kathy     | 1964年 | 6.2           |
| 10   | 昭和52年台風第12号 | Dinath    | 1977年 | 6.2           |
| 10   | 昭和59年台風第25号 | Bill      | 1984年 | 6.2           |
| 10   | 令和4年台風第11号  | Hinnamnor | 2022年 | 6.2           |

### 移動距離
複雑な進路ゆえに、この台風の総移動距離は6,846kmと、台風としては統計史上10番目に長い記録となった。

### 同時に存在した台風との番号差
台風5号が発生した7月21日以降、29日までに台風6 - 10号が発生し、8月2日には台風11号が発生した。これにより同時に存在した2つの台風の番号差は6となり、史上最も番号差が開いた。また、台風11号は5号より先に温帯低気圧に変わっているため、5号は後に発生した6個もの台風の発生から消滅まで存在したことになる。

## 気象状況

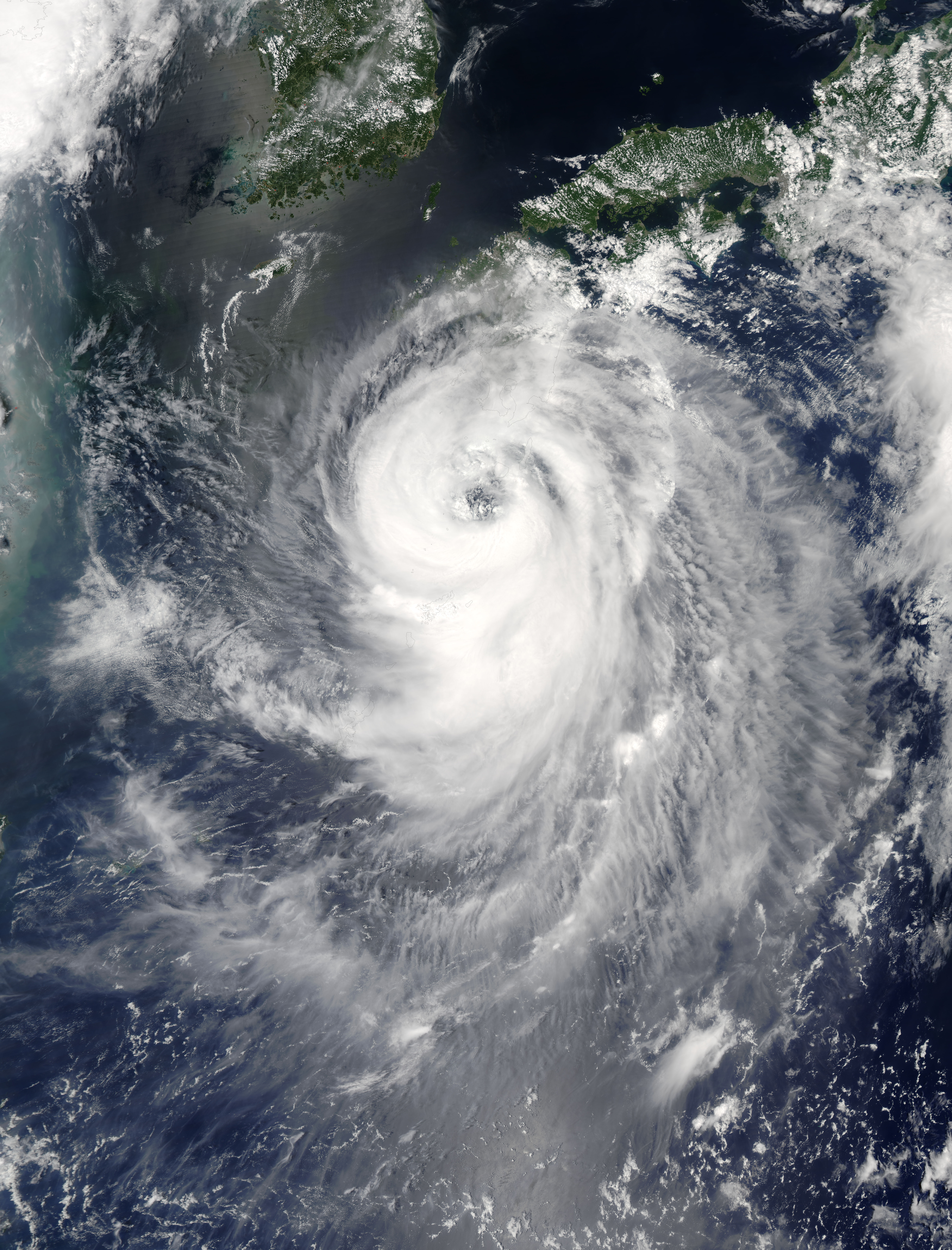
8月5日、南九州に接近の台風5号

### 大雨
台風の接近・上陸に伴い、西日本・東日本の広い範囲で大雨となった。台風は速度が遅かったため雨が長く降り続き、奄美地方や屋久島などに「50年に一度」の大雨を降らせた。奄美地方や滋賀県、石川県、和歌山県で24時間雨量又は日降水量が観測史上1位の値を更新するなど記録的な大雨となった。
なお、下記の観測地点では統計開始以来の極値を更新している。
1時間雨量
- 鹿児島県奄美市（笠利）： 91.0ミリ（5日16時46分まで）[33]
- 山梨県大月市（大月）： 99.0ミリ（7日16時19分まで）[37]
- 和歌山県湯浅町（湯浅）： 80.0ミリ（7日15時07分まで）[36]

24時間雨量
- 鹿児島県奄美市（笠利）： 407.0ミリ（5日21時30分まで）[33]

日雨量
- 滋賀県
  - 米原市（米原）： 232.0ミリ（7日）[34]
  - 長浜市（柳ヶ瀬）： 173.5ミリ（7日）[34]
- 石川県白山市（白山河内）： 254.5ミリ（8日）[35]

## 影響・被害
滋賀県長浜市で8日未明、姉川が氾濫し、住宅への浸水被害があった。愛知県豊橋市では7日16時半頃、台風の接近に伴い竜巻とみられる突風が発生し、トラックの横転や30棟以上の家屋被害が発生した。三重県松阪市でも7日、住宅27棟の屋根瓦が突風で飛ばされる被害があった。
この台風による人的被害は、死者2人・負傷者51人（重傷2人・軽傷49人）で、住家被害は全壊5棟・半壊6棟・一部破損248棟・床上浸水47棟・床下浸水346棟などとなっている。また、その他の非住家被害は11棟である。
各都道府県によって災害対策本部も設置された。宮崎県と高知県では6日に、徳島・三重・愛知・岐阜の4県では7日にそれぞれ設置されたが、8日13時45分まででそれぞれ廃止されている。なお、福岡県でも災害対策本部は設置されているが、これは平成29年7月九州北部豪雨による7月5日からの継続設置である。
また、7日からの開催を予定していた第99回全国高等学校野球選手権大会は8日からの開催に順延された。

### 避難情報の発令
5号の接近に伴い、各地に避難勧告、避難指示が発令された。（年月は全て2017年8月）
| 発令無し |

| 発令無し |

| 日時            | 対象地域                               | 人数           | 注釈     | 出典   |
| --------------- | -------------------------------------- | -------------- | -------- | ------ |
| 6日8時時点      | 鹿児島県の一部                         | 約9000人       |          | [ 44 ] |
| 6日16時30分時点 | 福岡県の一部                           | 約12,000人     |          | [ 45 ] |
| 7日5時30分時点  | 宮崎県・大分県・福岡県の一部           | 約16,000人     |          | [ 46 ] |
| 7日13時時点     | 田辺市の一部                           | 46人           |          | [ 47 ] |
| 7日16時時点     | 和歌山県の一部                         | 73人           |          | [ 48 ] |
| 8日5時30分時点  | 敦賀市・大垣市・滋賀県・上富田町の一部 | 約7100人       | [ 注 4 ] | [ 49 ] |
| 8日12時30分時点 | 上富田町の一部                         | 27人           |          | [ 50 ] |
| 8日18時時点     | \| 発令無し \|                         | \| 発令無し \| |          | [ 42 ] |
| 発令無し        |                                        |                |          |        |